# 库蚊虫霉
库蚊虫霉（学名：Entomophthora culicis）是属于虫霉目虫霉科虫霉属的一种真菌，寄生在库蚊等双翅目昆虫上。该种分布于中国、以色列、美国、俄罗斯、波兰、英国、法国、瑞典等地。